# Cusanus-Gesellschaft

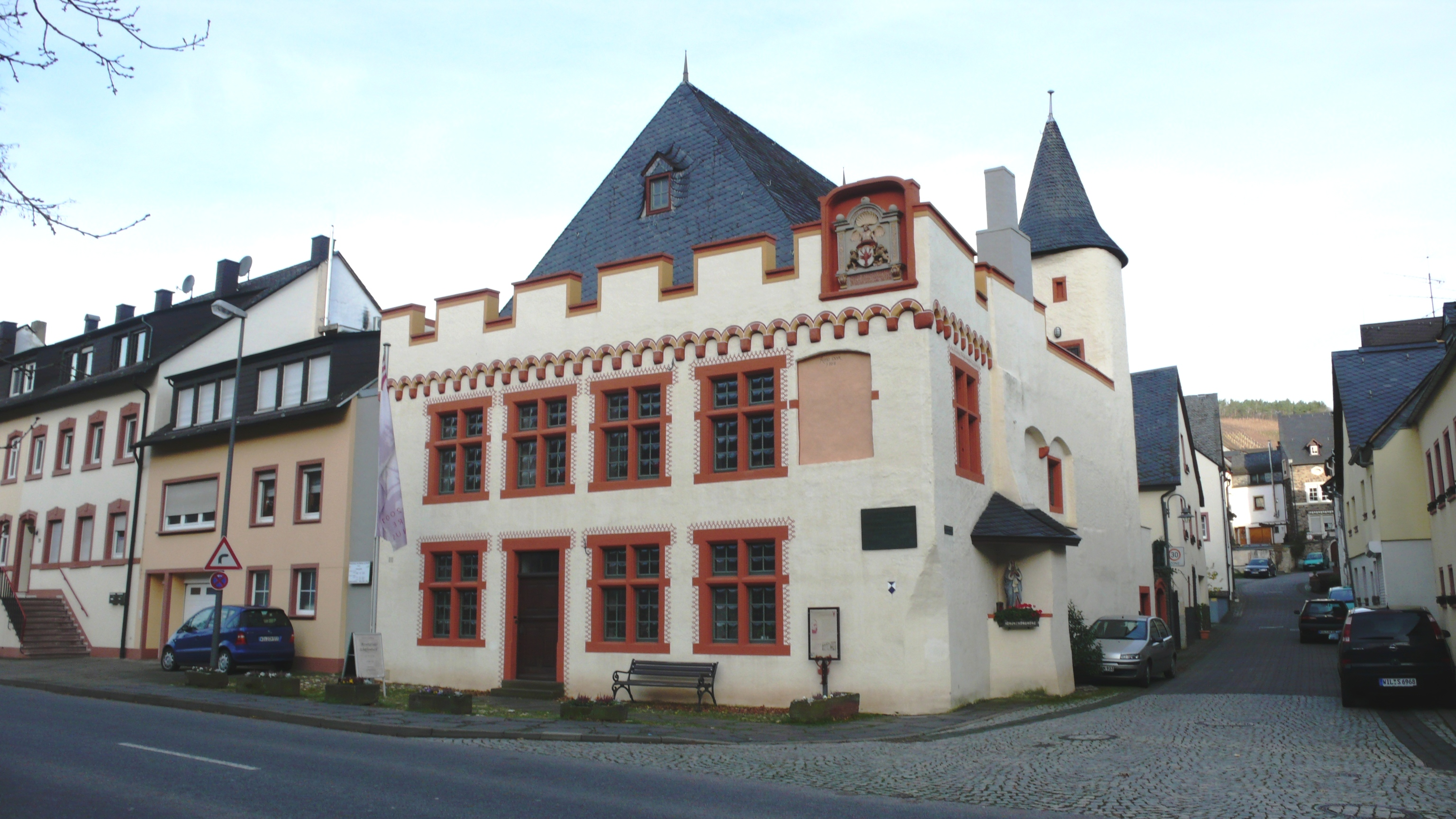
Cusanus-Geburtshaus und Sitz der Cusanus-Gesellschaft

Die Cusanus-Gesellschaft (Vereinigung zur Förderung der Cusanus-Forschung e.V.) wurde am 26. April 1960 von Bürgern der Stadt Bernkastel-Kues unter Mitwirkung kommunaler, staatlicher und kirchlicher Stellen gegründet, mit dem Ziel „die Erforschung des geistigen Werkes des Kardinals Nikolaus von Kues durch ideelle und materielle Förderung zu unterstützen und ihm eine allgemeine und vertiefte Wirkung zu verschaffen.“ Sie ist übernational und weder politisch noch konfessionell gebunden. Die Gesellschaft unterhält das Cusanus-Geburtshaus als kulturelle Begegnungsstätte und Museum mit einer ständigen Ausstellung über das Leben und Werk von Nikolaus von Kues. Sie besteht aus ca. 350 Mitgliedern weltweit.

## Vorgeschichte
Am 5. Mai 1951 gründeten Mitglieder der Theologischen Fakultät in Trier sowie der Wirtschaft in Abstimmung mit der Landesregierung Rheinland-Pfalz und der Notgemeinschaft der deutschen Wissenschaft (heute: Deutsche Forschungsgemeinschaft) die Unio Cusana, Gesellschaft für Cusanus-Forschung. Die Unio Cusana wurde zwischen 1958 und 1960 aufgelöst.
Die Gründung der Unio Cusana sowie der späteren Cusanus-Gesellschaft ist eng verknüpft mit der west- bzw. bundesdeutschen Kulturpolitik der Nachkriegszeit: „Der politisch-ideologischen Instrumentalisierung der Kultur in der nationalsozialistischen Zeit wurde im Westen nach dem Kriegsende eine humanistische Kultur- und Bildungspolitik auf der Grundlage der abendländischer Werte und des deutschen Bildungserbes entgegengehalten, mit deren Hilfe die Rückkehr zur westeuropäischen Kulturgemeinschaft ermöglicht bzw. erleichtert werden sollte.“ In diesem Zusammenhang bot sich in den Augen der westlichen Nachkriegspolitiker die Beschäftigung mit dem Leben und Werk des Philosophen, Theologen und Kirchenpolitikers Nikolaus von Kues für einen kulturellen Neubeginn von Rheinland-Pfalz an. So galt Cusanus nicht nur als eine der bekanntesten rheinland-pfälzischen Persönlichkeiten, sondern war seit der Mitte des 19. Jahrhunderts und der seit 1927 von der Heidelberger Akademie der Wissenschaften herausgegebenen kritischen Edition seiner philosophisch-theologischen Werke auch Gegenstand der internationalen Forschung.
Bevor ein eigenes Forschungs-Institut eingerichtet wurde, sollte auf die Anregung des rheinland-pfälzischen Kultusministers Eduard Orth und des Ministerialrats Otto Wegner (1902–1984) zunächst eine Cusanus-Gesellschaft gegründet werden. Die neue Cusanus-Gesellschaft sollte dabei Träger des Instituts für Cusanus-Forschung (Cusanus-Institut) werden.

## Gründung, Aufgaben und Aufbau der Cusanus-Gesellschaft
Am 26. August 1960 wurde die Cusanus-Gesellschaft mit Sitz in Bernkastel-Kues, am 18. November 1960 das Institut für Cusanus-Forschung in Mainz gegründet. Die Leitung des Institutes und bis 1967 auch den Vorsitz der Cusanus-Gesellschaft hatte der Theologe Rudolf Haubst inne.
Laut der Satzung vom 4. November 1994 soll die Cusanus-Gesellschaft folgenden Aufgaben übernehmen:
- Sie soll das St. Nikolaus-Hospital (Cusanusstift) bei der wissenschaftlichen Erschließung des materiellen Erbes Nikolaus von Kues' unterstützen.
- Sie soll das Institut für Cusanus-Forschung an der Universität Trier und der Theologischen Fakultät Trier unterhalten.
- Sie soll Tagungen und Vorträge, z. B. die alle zwei Jahre stattfindenden Symposien des Wissenschaftlichen Beirates der Cusanus-Gesellschaft und des Trierer Cusanus-Institutes veranstalten.
- Sie soll wissenschaftliche Literatur über Cusanus herausgeben und die Öffentlichkeit über Cusanus informieren.

Zur Cusanus-Gesellschaft als eingetragenem Verein gehören u. a. ein Kuratorium und ein Wissenschaftlicher Beirat. Die Mitgliederversammlung wird ein Mal jährlich in Bernkastel-Kues abgehalten. Zum Vorstand gehören der Direktor des Instituts für Cusanus-Forschung, der Rektor des St.-Nikolaus-Hospitals und der Geschäftsführer.

## Geschichte der Cusanus-Gesellschaft
Bereits in der ersten Zeit unter dem Vorsitz von Rudolf Haubst von 1960 bis 1967 konnten einige Projekte realisiert werden, wie z. B. die Mikroverfilmung von 314 Handschriften aus der Cusanus-Bibliothek in Kues sowie weiterer ehemaliger Handschriften des Hospitals in der British Library in London und der Königlichen Bibliothek in Brüssel. Die Mikrofilme werden heute im Institut für Cusanus-Forschung in Trier aufbewahrt. Ein bedeutendes Ereignis in der Anfangszeit der Cusanus-Gesellschaft war die Jubiläumsfeier vom 8. bis 12. August 1964 in Kues anlässlich des 500. Todestages von Nikolaus von Kues.
Vor allem der Landrat des Kreises Bernkastel-Wittlich und spätere Bürgermeister von Bernkastel-Kues Helmut Gestrich prägte die Cusanus-Gesellschaft, die er von 1973 an mehr als 30 Jahre als Vorsitzender leitete. In diese Zeit fiel u. a. der Ankauf und die Restaurierung des Cusanus-Geburtshauses in Kues zwischen 1973 und 1980. Seit 1986 gehört das Geburtshaus der Stadt Bernkastel-Kues, die der Cusanus-Gesellschaft ein unbefristetes Nutzungsrecht einräumt.
1981 fand der Umzug des Cusanus-Institutes von Mainz nach Trier in das neue Institutsgebäude am Domfreihof 3 statt, der am 24. April 1981 mit einem Kooperationsvertrag zwischen dem Bistum Trier, dem rheinland-pfälzischen Kultusministerium und der Cusanus-Gesellschaft abgeschlossen wurde. Seitdem handelt es sich beim Institut für Cusanus-Forschung um ein Institut an der Universität und der Theologischen Fakultät Trier.
Ein weiterer zentraler Punkt war die Feier des Jubiläumsjahres 2001 zum 600. Geburtstag von Nikolaus von Kues. Diese wurde mit der Ausstellung „Horizonte – Nikolaus von Kues in seiner Welt“ im St. Nikolaus-Hospital/Cusanusstift in Bernkastel-Kues und im Museum am Dom Trier eröffnet.
Von Bedeutung für die Gesellschaft war auch das Jahr 2014, das im Zeichen des 550. Todestages von Nikolaus von Kues stand. Dabei bildete vor allem das Gedenkwochenende im August die zentrale Festveranstaltung. Hierzu gehörte u. a. die Feier eines Pontifikalamtes mit dem Bischof von Bozen und Brixen Ivo Muser sowie der Abschluss eines Freundschaftsabkommens zwischen den Städten Bernkastel-Kues und Brixen.
Im Oktober folgte schließlich noch ein Jubiläumssymposion des Wissenschaftlichen Beirates der Cusanus-Gesellschaft zum Thema „Die römischen Jahre des Nikolaus von Kues“, das im päpstlichen Institut Santa Maria dell’Anima in Rom ausgerichtet wurde.

## Veröffentlichungen der Cusanus-Gesellschaft
Abgesehen von Einzelpublikationen gibt die Cusanus-Gesellschaft zusammen mit dem Cusanus-Institut in Trier
- verschiedene Text- und Buchreihen sowie
- Periodika wie z. B. die
  - „Mitteilungen und Forschungsbeiträge der Cusanus-Gesellschaft“ (MFCG) oder das
  - „Cusanus Jahrbuch“ heraus.[14]

## Vorsitzende der Cusanus-Gesellschaft
- 1960–1966: Rudolf Haubst, Theologe, Gründungsdirektor des Cusanus-Institutes; Mitbegründer der Cusanus-Gesellschaft
- 1967–1969: Wilhelm Breuning, Theologe
- 1970–1973: Wilhelm Steinlein, Regierungspräsident, Staatssekretär, Generaldirektor der Landesbank und Girozentrale Rheinland-Pfalz
- 1973–2004: Helmut Gestrich, Jurist, Landrat im Kreis Bernkastel-Wittlich, Stadtbürgermeister von Bernkastel-Kues
- 2004–2007: Wolfgang Lentzen-Deis, Theologe
- 2007–2010: Christoph Böhr, Philosoph, ehemaliger rheinland-pfälzischer Landespolitiker
- Seit 2010 Wolfgang Port, Stadtbürgermeister von Bernkastel-Kues

## Vorsitzende des wissenschaftlichen Beirates der Cusanus-Gesellschaft
- 1961–1967: Josef Koch, Theologe, Philosoph, Historiker
- 1967–1968 und 1970–1973: Maurice de Gandillac, Philosoph
- 1973–1992: Rudolf Haubst, Theologe
- 1992–2007: Klaus Kremer, Theologe und Philosoph
- 2008–2016: Walter Andreas Euler, Theologe
- Seit 2017:  Wolfgang Port, Stadtbürgermeister von Bernkastel-Kues (Interimsvorsitzender)

## Ehrenmitglieder der Cusanus-Gesellschaft
- Peter Altmeier, Ministerpräsident des Landes Rheinland-Pfalz
- Karl Christoffel, Historiker, Schriftsteller
- Joseph Gargitter, Bischof von Brixen
- Eugen Gerstenmaier, Theologe, Präsident des Deutschen Bundestages
- Helmut Gestrich, Jurist, Landrat im Kreis Bernkastel-Wittlich, Stadtbürgermeister von Bernkastel-Kues; Ehrenvorsitzender der Cusanus-Gesellschaft
- Hermann J. Hallauer, Historiker
- Hermann Krämer, Landrat von Bernkastel, später in Altenkirchen (Westerwald),
- Klaus Kremer, Theologe und Philosoph
- Satoshi Oide, Philosoph
- Robert Schuman, deutsch-französischer Staatsmann, französischer Außenminister und Ministerpräsident, Präsident des europäischen Parlaments
- Bernhard Stein, Bischof von Trier
- Matthias Wehr, Bischof von Trier
- Karl Wolfsgruber, Dompropst, Diözesanarchivar von Brixen, Landeskonservator in Südtirol

## Berühmte Mitglieder (Auswahl)
Weitere Mitgliedern der Cusanus-Gesellschaft waren u. a. Hans-Georg Gadamer, Raymond Klibansky, Harry Mulisch usw.